# Eleições estaduais no Rio Grande do Sul em 2014
As eleições estaduais no Rio Grande do Sul em 2014 foram realizadas em 5 de outubro (1º turno) e 26 de outubro (2º turno), como parte das eleições gerais no Brasil. Os eleitores aptos a votaram elegeram o Presidente da República, Governador do Estado e um Senador da República, além de 31 Deputados Federais e 55 Deputados Estaduais. Como nenhum dos candidatos a governador obteve mais da metade dos votos válidos, um segundo turno foi realizado. O ex-prefeito de Caxias do Sul José Ivo Sartori, candidato do PMDB, foi eleito para um mandato de quatro anos como governador e o jornalista e advogado Lasier Martins (PDT) foi eleito para um mandato de oito anos como senador.

## Regras

### Governador e Vice-governador
No geral, as regras para as eleições presidenciais também se aplicam às estaduais. Isto é, as eleições possuem dois turnos e se nenhum dos candidatos alcança maioria absoluta dos votos válidos, um segundo turno entre os dois mais votados acontece. Todos os candidatos com cargos executivos devem renunciar até 5 de abril, para poderem disputar.

### Senador
Conforme rodízio previsto para as eleições ao Senado, em 2014,  será disputada apenas uma vaga por estado com mandato de 8 anos. O candidato mais votado é eleito, não havendo segundo turno para as eleições legislativas.

## Candidatos a governador
Tarso Genro (PT): O Partido dos Trabalhadores, que estava no governo desde a eleição passada, lançou a candidatura do atual governador Tarso Genro a reeleição. Contou com o apoio dos seguintes partidos: PTB, PCdoB, PROS, PTC, PPL e PR. Terá como sua vice Abigail Pereira.
Ana Amélia Lemos (PP): Considerado o maior partido do Estado, o PP lançou a candidatura da senadora Ana Amélia Lemos ao Piratini. O lançamento de sua pré-candidatura ocorreu em 24 de maio de 2014 na Assembleia Legislativa do Rio Grande do Sul, em Porto Alegre. Contou com o apoio dos seguintes partidos: PSDB, PRB, SD. Teve como seu vice o deputado estadual Cassiá Carpes (SD).
José Ivo Sartori (PMDB): Para retornar ao governo do estado, o PMDB lançou o ex-prefeito de Caxias do Sul, José Ivo Sartori. Contou com o apoio dos seguintes partidos: PSD, PSB, PPS, PSDC, PSL, PHS e PTdoB. Teve como vice José Paulo Cairoli, do PSD.
Roberto Robaina (PSOL): O PSOL lançou Roberto Robaina ao governo do estado. Teve o apoio do PSTU e sua vice foi Gabrielle Tolloti (PSOL).
Vieira da Cunha (PDT): O PDT lançou a candidatura do Deputado Federal Vieira da Cunha ao governo estadual. Teve o apoio do PSC, do DEM, do PV e do PEN.
Edison Estivalete Bilhalva (PRTB): Em convenção realizada no dia 14 de junho, o PRTB lançou a candidatura de Edison Estivalete Bilhalva ao governo do Rio Grande do Sul. A vice, foi anunciado Hermes Aloísio.
João Carlos Rodrigues (PMN) Considerado um partido de aluguel, o PMN, que apesar de estar participando em coligações para governador em todos os estados, teve candidatos ao cargo pelo próprio partido apenas no Rio Grande do Sul e no Amazonas. Nos outros estados, o PMN esteve em coligações (geralmente enormes) apoiando 8 candidatos a governador pelo PSDB, 4 pelo PMDB, 2 pelo PT, 2 pelo PSB e o restante por outras siglas. Nacionalmente o partido apoiou Aécio Neves (PSDB). Antes do pleito em primeiro turno o candidato ao Palácio Piratini foi barrado por não apresentar as contas referentes as Eleições de 2010.
| Candidato a governador    | Candidato a vice-governador  | Número Eleitoral | Coligação                                                                    | Tempo de horário eleitoral |
| ------------------------- | ---------------------------- | ---------------- | ---------------------------------------------------------------------------- | -------------------------- |
| Tarso Genro PT            | Abigail Pereira PCdoB        | 13               | Unidade popular pelo Rio Grande PT, PCdoB, PTB, PTC, PROS, PR e PPL          | 5 minutos e 18 segundos    |
| Ana Amélia Lemos PP       | Cassiá Carpes SD             | 11               | A Esperança que Une o Rio Grande PP, SD, PSDB e PRB                          | 3 minutos e 48 segundos    |
| José Ivo Sartori PMDB     | José Paulo Cairoli PSD       | 15               | O novo caminho para o Rio Grande PMDB, PPS, PSD, PSB, PSDC, PSL, PHS e PTdoB | 4 minutos e 47 segundos    |
| Vieira da Cunha PDT       | Flávio José Gomes PSC        | 12               | O Rio Grande Merece Mais PDT, DEM, PSC, PV, PEN                              | 2 minutos e 33 segundos    |
| Roberto Robaina PSOL      | Gabrielle Tolotti PSOL       | 50               | Frente de Esquerda PSOL, PSTU                                                | 54 segundos                |
| Edison Estivalete PRTB    | Hermes Aloísio PRTB          | 28               | - PRTB                                                                       | 50 segundos                |
| Humberto Carvalho PCB     | Nuberm Medeiros PCB          | 21               | - PCB                                                                        | 50 segundos                |
| João Carlos Rodrigues PMN | Roberto Vilodre de Souza PMN | 33               | - PMN                                                                        | 50 segundos                |

## Candidatos a senador
Olívio Dutra (PT) : O ex-governador do Rio Grande do Sul Olívio Dutra foi anunciado como candidato ao Senado após acordo firmado entre as representações do PT, PTB e PCdoB na chapa encabeçada por Tarso Genro, que disputará a reeleição ao governo do estado.
Beto Albuquerque (PSB): O Deputado Federal Beto Albuquerque seria candidato ao senado na chapa de José Ivo Sartori, porém com a morte de Eduardo Campos, foi candidato a vice-presidente na chapa encabeçada por Marina Silva pelo PSB, e o candidato ao Senado acabou sendo Pedro Simon, que tentou sem sucesso um quinto mandato consecutivo no cargo.
Lasier Martins (PDT): O jornalista Lasier Martins anunciou sua candidatura ao senado federal no dia 7 de outubro de 2013, ao vivo, durante seu comentário no Jornal do Almoço.
Simone Leite (PP): A estanciense Simone Leite teve a sua candidatura ao Senado confirmada durante a convenção da coligação PP/PSDB/SDD e PRB. A empresária, que atualmente mora em Canoas, estava à frente da Câmara de Indústria, Comércio e Serviços de Canoas (Cics) e da Federasul, entidades onde deve entregar o cargo para se dedicar ao pleito. Esta é a sua primeira candidatura a um cargo político.
Júlio Flores (PSTU): Coligado ao PSOL, o PSTU escolheu o professor Júlio Flores como candidato ao senado.
Outros candidatos ao Senado são Ciro Machado (PMN) e Rubens Goldenberg (cujo nome na urna é Gold), seu partido é o PRP, que não possui candidato próprio ao governo estadual, apenas a frente do próprio Goldenberg somado a candidaturas a deputados federais e estaduais, além de apoiar nacionalmente Marina Silva (PSB).
| Candidato a senador          | Candidato a suplente                                    | Número Eleitoral | Coligação                                                                    | Tempo de horário eleitoral |
| ---------------------------- | ------------------------------------------------------- | ---------------- | ---------------------------------------------------------------------------- | -------------------------- |
| Olívio Dutra PT              | Carlos Vargas (PTB) Patrícia Beck (PTB)                 | 131              | Unidade popular pelo Rio Grande PT, PCdoB, PTB, PTC, PROS, PR e PPL          | 5 minutos e 24 segundos    |
| Simone Leite PP              | Luiz Schenkel (PSDB) Waldir Canal (PRB)                 | 111              | A Esperança que Une o Rio Grande PP, SD, PSDB e PRB                          | 3 minutos e 55 segundos    |
| Pedro Simon PMDB             | Antonio Hohlfeldt (PMDB) Rejane Carvalho (PPS)          | 151              | O novo caminho para o Rio Grande PMDB, PPS, PSD, PSB, PSDC, PSL, PHS e PTdoB | 5 minutos e 4 segundos     |
| Lasier Martins PDT           | Cristopher Goulart (PDT) Adilson Silva dos Santos (PEN) | 123              | O Rio Grande Merece Mais PDT, DEM, PSC, PV, PEN                              | 2 minutos e 40 segundos    |
| Júlio Flores PSTU            | Abel Moraes (PSTU) Denior Machado (PSTU)                | 160              | Frente de Esquerda PSOL, PSTU                                                | 1 minuto e 2 segundos      |
| Ciro Machado PMN             | Valdemar Riva (PMN) Bruno Nascimento (PMN)              | 333              | - PMN                                                                        | 1 minuto e 2 segundos      |
| Rubens Goldenberg (Gold) PRP | José Maria Peixoto (PRP) Christiane Medeiros (PRP)      | 444              | - PRP                                                                        | 1 minuto                   |

## Programa eleitoral
De acordo com a lei eleitoral, todas as redes de acesso gratuito de televisão e rádio devem reservar dois programas de 50 minutos por dia. O tempo reservado a cada um dos candidatos é determinado com base no número de assentos ocupados pelos partidos que correspondem a sua coligação na Câmara dos Deputados. Os programas eleitorais são considerados uma ferramenta-chave de campanha no Brasil, onde a televisão e o rádio são as principais fontes de informação para muitos eleitores. O horário eleitoral gratuito também inclui candidatos concorrendo a cargos como Governador, Deputados Estadual e Federal, e Senador.

### Primeiro turno
| Programas políticos | Programas políticos                      |
| ------------------- | ---------------------------------------- |
| Televisão           | 50 minutos às 13h e 20h30min diariamente |
| Rádio               | 50 minutos às 7h e às 12h diariamente    |

| Programação                                          | Programação                                | Programação                                                                                     |
| Segundas, Quartas, e Sextas                          | Terças, Quintas, e Sábados                 | Domingos                                                                                        |
| ---------------------------------------------------- | ------------------------------------------ | ----------------------------------------------------------------------------------------------- |
| Candidatos a Governador, Deputado Estadual e Senador | Candidatos a Presidente e Deputado Federal | Sem programas, mas com inserções de 15 ou 30 segundos pelo dia, assim como no restante dos dias |

### Segundo turno
| Grade            | Rádio 7:00 às 7:40 e 12:00 às 12:40 Todos os dias (inclusive domingos) | Televisão 13:00 às 13:40 e 20:30 às 21:10 Todos os dias (inclusive domingos) |
| ---------------- | ---------------------------------------------------------------------- | ---------------------------------------------------------------------------- |
| Presidente (20') | 7:00 às 7:20 e 12:00 às 12:20                                          | 13:00 às 13:20 e 20:30 às 20:50                                              |
| Governador (20') | 7:20 às 7:40 e 12:20 às 12:40                                          | 13:20 às 13:40 e 20:50 às 21:10                                              |

## Pesquisas eleitorais

### Governador (1º turno)
Fonte: UOL
| Divulgação | Instituto | Margem de erro | Candidato      | Candidato        | Candidato       | Candidato             | Candidato              | Candidato                | Candidato               | Branco / Nulo | NS / NR |
| Divulgação | Instituto | Margem de erro | Sartori (PMDB) | Tarso Genro (PT) | Ana Amélia (PP) | Vieira da Cunha (PDT) | Roberto Robaina (PSOL) | Edison Estivalete (PRTB) | Humberto Carvalho (PCB) | Branco / Nulo | NS / NR |
| ---------- | --------- | -------------- | -------------- | ---------------- | --------------- | --------------------- | ---------------------- | ------------------------ | ----------------------- | ------------- | ------- |
| 07/04/2014 | Ibope     | ±3%            | 5%             | 31%              | 38%             | 3%                    | 1%                     | —                        | —                       | 11%           | 10%     |
| 21/07/2014 | Ibope     | ±3%            | 4%             | 31%              | 37%             | 2%                    | 1%                     | —                        | —                       | 9%            | 15%     |
| 07/08/2014 | Ibope     | ±3%            | 5%             | 35%              | 36%             | 4%                    | 1%                     | 0%                       | 1%                      | 8%            | 9%      |
| 15/08/2014 | Datafolha | ±3%            | 7%             | 30%              | 39%             | 3%                    | 1%                     | 0%                       | 0%                      | 6%            | 14%     |
| 04/09/2014 | Datafolha | ±3%            | 10%            | 31%              | 39%             | 2%                    | 1%                     | 0%                       | 0%                      | 3%            | 17%     |
| 10/09/2014 | Datafolha | ±3%            | 11%            | 28%              | 37%             | 2%                    | 1%                     | 0%                       | 0%                      | 3%            | 17%     |
| 10/09/2014 | Ibope     | ±3%            | 11%            | 30%              | 38%             | 2%                    | 0%                     | 0%                       | 0%                      | 8%            | 10%     |
| 18/09/2014 | Datafolha | ±3%            | 13%            | 27%              | 37%             | 3%                    | 0%                     | 0%                       | 0%                      | 5%            | 14%     |
| 24/09/2014 | Ibope     | ±3%            | 15%            | 30%              | 37%             | 1%                    | 0%                     | 0%                       | 0%                      | 7%            | 9%      |
| 26/09/2014 | Datafolha | ±3%            | 17%            | 31%              | 31%             | 2%                    | 1%                     | 0%                       | 0%                      | 4%            | 14%     |
| 02/10/2014 | Datafolha | ±3%            | 23%            | 32%              | 28%             | 2%                    | 1%                     | 0%                       | 0%                      | 3%            | 11%     |
| 03/10/2014 | Ibope     | ±3%            | 20%            | 35%              | 27%             | 2%                    | 2%                     | 1%                       | 0%                      | 5%            | 8%      |
| 04/10/2014 | Datafolha | ±3%            | 25%            | 31%              | 25%             | 3%                    | 1%                     | 0%                       | 0%                      | 4%            | 10%     |

### Governador (2º turno)
Fonte: UOL
| Divulgação | Instituto | Margem de erro | Candidato      | Candidato        | Branco / Nulo | NS / NR |
| Divulgação | Instituto | Margem de erro | Sartori (PMDB) | Tarso Genro (PT) | Branco / Nulo | NS / NR |
| ---------- | --------- | -------------- | -------------- | ---------------- | ------------- | ------- |
| 16/10/2014 | Datafolha | ±3%            | 52%            | 35%              | 6%            | 7%      |
| 17/10/2014 | Ibope     | ±3%            | 52%            | 34%              | 8%            | 7%      |

## Posicionamentos das siglas no segundo turno
Líderes dos quatro partidos da coligação A Esperança que Une o Rio Grande (de Ana Amélia) se reuniram no dia 7 de outubro e decidiram apoiar Aécio Neves e José Ivo Sartori. Segundo eles, a intenção seria acompanhar a vontade de mudança expressada nas urnas pela maioria dos gaúchos e também Sartori representaria o projeto mais identificado com as propostas por eles defendidas.
No dia 6 de outubro a executiva estadual do PDT anunciou um indicativo de apoio ao candidato do PMDB no segundo turno. No dia 9, o diretório estadual do PDT contrariou a decisão da executiva e liberou  os filiados para votarem como quisessem (com 77 votos favoráveis, 52 contrários e uma abstenção). Nacionalmente o PDT seguiu apoiando Dilma Rousseff no segundo turno, porém no Rio Grande do Sul a legenda liberou os votos para a presidência. O DEM declarou apoio ao candidato do PMDB no dia 13. No dia 16 Sartori recebeu a confirmação de apoio das siglas PSC, PV e PEN (que estavam na coligação O Rio Grande Merece Mais com PDT e DEM).
No segundo turno, a direção estadual do PSOL, que já anunciava que seguiria na oposição ao governo do estado independente do resultado da eleição, orientou seus militantes a tomarem livremente sua decisão de voto e pontuou que respeitaria a posição daqueles que decidissem pelo voto nulo como forma de protesto. Dias mais tarde, Luciana Genro, candidata a presidência da república pelo PSOL, abriu voto em seu pai (Tarso) e essa informação foi confirmada pela assessoria de imprensa do partido. Luciana declarou "Um voto de filha para pai. E porque o PMDB não é nem será uma alternativa para melhorar a vida do povo". A candidata a deputada federal Paula Alves (8ª mais votada pelo partido) e a Corrente Socialista dos Trabalhadores (CST), sua tendência dentro do PSOL, criticaram a posição de Luciana, dizendo que tal declaração era despolitizada, enfraquecia o partido e estava na contramão de lutas como a dos bancários que enfrentavam o governo Tarso. A CST, que no segundo turno defendeu o voto nulo, também criticou duramente a posição nacional do PSOL votada pela maioria das outras tendências, posição essa que orientou seus apoiadores a darem "nenhum voto a Aécio Neves"; bem como criticou os parlamentares psolistas que fizeram campanha para Dilma.
Tanto o PSTU quanto o PCB orientaram seus militantes a votarem nulo no segundo turno estadual< e presidencial.
O PRP e o PTN (que no primeiro turno não compuseram coligações para a eleição de governador) e o PRTB (que teve como candidato Estivalete) também declararam apoio a Sartori no segundo turno.

## Resultados

### Governador: 1º turno
| Candidato         | Partido       | Votos     | %     | %    |
| ----------------- | ------------- | --------- | ----- | ---- |
| José Ivo Sartori  | PMDB          | 2.487.889 | 40,4  |      |
| Tarso Genro       | PT            | 2.005.743 | 32,57 |      |
| Ana Amélia Lemos  | PP            | 1.342.115 | 21,79 |      |
| Vieira da Cunha   | PDT           | 263.062   | 4,27  |      |
| Roberto Robaina   | PSOL          | 47.138    | 0,77  |      |
| Edison Estivalete | PRTB          | 10.154    | 0,16  |      |
| Humberto Carvalho | PCB           | 2253      | 0,04  |      |
| Ordem             | Ordem         | Votos     | %     | %    |
| Votos válidos     | Votos válidos | 6.158.354 | 88,27 |      |
| Votos brancos     | Votos brancos | 458.233   | 6,57  |      |
| Votos nulos       | Votos nulos   | 360.256   | 5,16  |      |
| Total             | Total         | 6.976.843 | 100%  | 100% |

### Governador: 2º turno

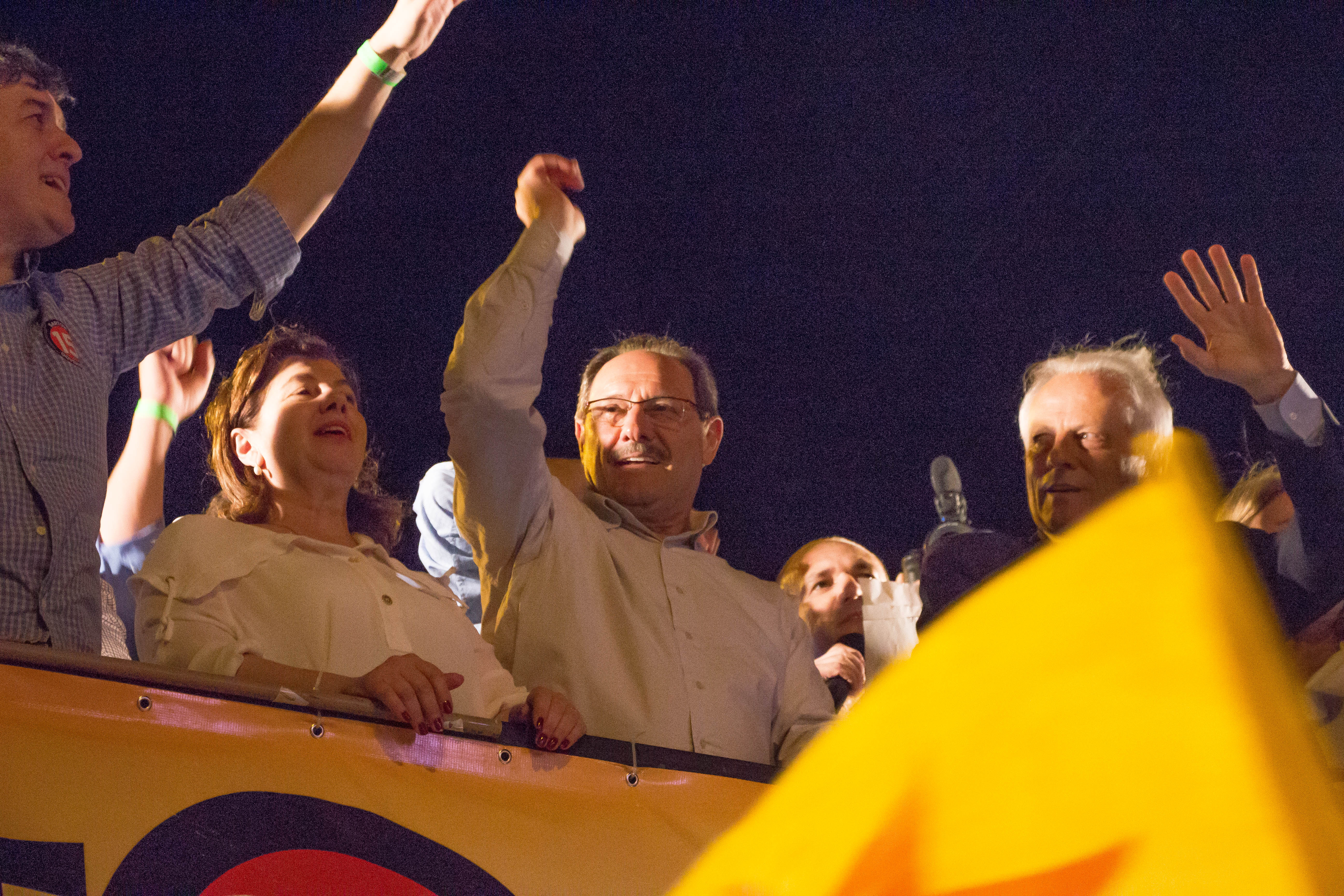
Comemoração da vitória de José Ivo Sartori

| Candidato        | Partido       | Votos     | %     | %    |
| ---------------- | ------------- | --------- | ----- | ---- |
| José Ivo Sartori | PMDB          | 3.859.611 | 61,21 |      |
| Tarso Genro      | PT            | 2.445.664 | 38,79 |      |
| Ordem            | Ordem         | Votos     | %     | %    |
| Votos válidos    | Votos válidos | 6.305.275 | 91,91 |      |
| Votos brancos    | Votos brancos | 214.280   | 3,12  |      |
| Votos nulos      | Votos nulos   | 340.743   | 4,97  |      |
| Total            | Total         | 6.890.298 | 100%  | 100% |

### Senador
| Candidato          | Partido       | Votos     | %     | %    |
| ------------------ | ------------- | --------- | ----- | ---- |
| Lasier Martins     | PDT           | 2.145.179 | 37,42 |      |
| Olívio Dutra       | PT            | 2.024.417 | 35,31 |      |
| Pedro Simon        | PMDB          | 922.143   | 16,08 |      |
| Simone Leite       | PP            | 606.329   | 10,58 |      |
| Júlio Flores       | PSTU          | 22.301    | 0,39  |      |
| Ciro Machado       | PMN           | 6.981     | 0,12  |      |
| Rubens Goldensberg | PRP           | 5.818     | 0,10  |      |
| Ordem              | Ordem         | Votos     | %     | %    |
| Votos válidos      | Votos válidos | 5.733.468 | 82,18 |      |
| Votos brancos      | Votos brancos | 717.714   | 10,29 |      |
| Votos nulos        | Votos nulos   | 525.641   | 7,53  |      |
| Total              | Total         | 6.976.843 | 100%  | 100% |

## Deputados federais
| Resumo                              | Resumo                                       | Resumo    | Resumo        | Resumo    |
| Coligações / Partidos Independentes | Coligações / Partidos Independentes          | Votos     | %             | Deputados |
| ----------------------------------- | -------------------------------------------- | --------- | ------------- | --------- |
|                                     | PP / PRB / SD / PSDB                         | 1.409.505 | 23,72 / 100,0 | 8 / 31    |
|                                     | PT                                           | 1.385.264 | 23,31 / 100,0 | 7 / 31    |
|                                     | PMDB                                         | 981.415   | 16,52 / 100,0 | 5 / 31    |
|                                     | PDT / PSC / PV / PEN / DEM                   | 719.685   | 12,11 / 100,0 | 4 / 31    |
|                                     | PTB / PC do B / PR / PPL / PROS / PTC        | 705.910   | 11,88 / 100,0 | 4 / 31    |
|                                     | PSB / PPS / PSD / PT do B / PHS / PSL / PSDC | 638.265   | 10,74 / 100,0 | 3 / 31    |
|                                     | PSOL / PSTU                                  | 88.054    | 1,48 / 100,0  | 0 / 31    |
|                                     | PRTB                                         | 4.249     | 0,07 / 100,0  | 0 / 31    |
|                                     | PRP                                          | 3.764     | 0,06 / 100,0  | 0 / 31    |
|                                     | PMN                                          | 3.507     | 0,06 / 100,0  | 0 / 31    |
|                                     | PCB                                          | 2.445     | 0,04 / 100,0  | 0 / 31    |
| Votos válidos                       | Votos válidos                                | 5.942.063 | 100,0 / 100,0 | 31 / 31   |
| Quociente eleitoral                 | Quociente eleitoral                          | 191.679   |               |           |

#### Relação de deputados federais eleitos
| Nº | Candidato                         | Número | Partido | Votos   | Porcentagem |
| -- | --------------------------------- | ------ | ------- | ------- | ----------- |
| 1  | Luis Carlos Heinze                | 1144   | PP      | 162 462 | 2,67%       |
| 2  | Danrlei de Deus Goleiro           | 5501   | PSD     | 158 973 | 2,70%       |
| 3  | Alceu Moreira                     | 1500   | PMDB    | 152 421 | 2,58%       |
| 4  | Giovani Feltes                    | 1515   | PMDB    | 151 406 | 2,57%       |
| 5  | Onyx Lorenzoni                    | 2522   | DEM     | 148 302 | 2,52%       |
| 6  | Paulo Pimenta                     | 1307   | PT      | 140 868 | 2,39%       |
| 7  | Marco Maia                        | 1314   | PT      | 133 639 | 2,27%       |
| 8  | Afonso Hamm                       | 1166   | PP      | 132 202 | 2,24%       |
| 9  | Busato                            | 1414   | PTB     | 130 807 | 2,22%       |
| 10 | Henrique Fontana                  | 1313   | PT      | 128 921 | 2,19%       |
| 11 | Maria do Rosário                  | 1370   | PT      | 127 919 | 2,17%       |
| 12 | Osmar Terra                       | 1522   | PMDB    | 120 755 | 2,05%       |
| 13 | Nelson Marchezan Júnior           | 4545   | PSDB    | 119 375 | 2,02%       |
| 14 | Márcio Biolchi                    | 1520   | PMDB    | 119 290 | 2,01%       |
| 15 | Marcon                            | 1355   | PT      | 116 178 | 1,97%       |
| 16 | Giovani Cherini                   | 1221   | PDT     | 115 294 | 1,96%       |
| 17 | Jerônimo Goergen                  | 1111   | PP      | 115 131 | 1,95%       |
| 18 | Luis Antonio Franciscatto Covatti | 1133   | PP      | 115 173 | 1,95%       |
| 19 | Sérgio Moraes                     | 1412   | PTB     | 115 155 | 1,94%       |
| 20 | Perondi                           | 1502   | PMDB    | 109 864 | 1,86%       |
| 21 | Pepe Vargas                       | 1301   | PT      | 109 469 | 1,85%       |
| 22 | João Derly                        | 6565   | PC do B | 106 991 | 1,81%       |
| 23 | Renato Delmar Molling             | 1122   | PP      | 102 770 | 1,74%       |
| 24 | Heitor Schuch                     | 4012   | PSB     | 101 243 | 1,72%       |
| 25 | Elvino Bohn Gass                  | 1320   | PT      | 100 841 | 1,71%       |
| 26 | Fernando Marroni                  | 1345   | PT      | 94 875  | 1,60%       |
| 27 | Antonio Carlos Gomes da Silva     | 1011   | PRB     | 92 323  | 1,57%       |
| 28 | Pompeo de Mattos                  | 1212   | PDT     | 91 849  | 1,56%       |
| 29 | Afonso Antunes da Motta           | 1200   | PDT     | 90 717  | 1,54%       |
| 30 | Ronaldo Nogueira                  | 1423   | PTB     | 77 017  | 1,31        |
| 31 | José Luiz Stedile                 | 4080   | PSB     | 60 523  | 1,03%       |

- Do total dos eleitos em 2014 para a Câmara Federal, três foram chamados para o Governo Sartori e não chegaram a tomar posse em 2015.

## Deputados estaduais
| Resumo                              | Resumo                              | Resumo    | Resumo        | Resumo    |
| Coligações / Partidos Independentes | Coligações / Partidos Independentes | Votos     | %             | Deputados |
| ----------------------------------- | ----------------------------------- | --------- | ------------- | --------- |
|                                     | PT                                  | 1.175.605 | 19,24 / 100,0 | 11 / 55   |
|                                     | PDT / DEM                           | 885.130   | 14,49 / 100,0 | 8 / 55    |
|                                     | PMDB                                | 840.454   | 13,76 / 100,0 | 8 / 55    |
|                                     | PP                                  | 830.495   | 13,59 / 100,0 | 7 / 55    |
|                                     | PSDB / PRB / SD                     | 555.968   | 9,10 / 100,0  | 5 / 55    |
|                                     | PTB                                 | 519.840   | 8,51 / 100,0  | 5 / 55    |
|                                     | PC do B / PR / PPL / PROS / PTC     | 493.762   | 8,08 / 100,0  | 4 / 55    |
|                                     | PSB / PPS                           | 429.267   | 7,03 / 100,0  | 4 / 55    |
|                                     | PSD / PT do B / PHS / PSL / PSDC    | 124.789   | 2,04 / 100,0  | 1 / 55    |
|                                     | PSOL / PSTU                         | 124.049   | 2,03 / 100,0  | 1 / 55    |
|                                     | PSC / PV / PEN                      | 112.409   | 1,84 / 100,0  | 1 / 55    |
|                                     | PRTB                                | 7.340     | 0,12 / 100,0  | 0 / 55    |
|                                     | PRP                                 | 4.776     | 0,08 / 100,0  | 0 / 55    |
|                                     | PMN                                 | 3.188     | 0,05 / 100,0  | 0 / 55    |
|                                     | PCB                                 | 2.247     | 0,04 / 100,0  | 0 / 55    |
| Votos válidos                       | Votos válidos                       | 6.109.319 | 100,0 / 100,0 | 55 / 55   |
| Quociente eleitoral                 | Quociente eleitoral                 | 111.079   |               |           |

### Relação de deputados estaduais eleitos
| Número | Deputado                    | Partido | Votação | %     | Cidade onde nasceu        | Unidade Federativa |
| ------ | --------------------------- | ------- | ------- | ----- | ------------------------- | ------------------ |
| 65656  | Manuela d'Ávila             | PCdoB   | 222.436 | 3,64% | Porto Alegre              | Rio Grande do Sul  |
| 45111  | Lucas Redecker              | PSDB    | 96.561  | 1,58% | Novo Hamburgo             | Rio Grande do Sul  |
| 12512  | Marlon Santos               | PDT     | 91.100  | 1,49% | Cachoeira do Sul          | Rio Grande do Sul  |
| 11111  | Silvana Covatti             | PP      | 89.130  | 1,46% | Frederico Westphalen      | Rio Grande do Sul  |
| 13655  | Edegar Pretto               | PT      | 73.122  | 1,20% | Miraguaí                  | Rio Grande do Sul  |
| 10300  | Sergio Peres                | PRB     | 67.002  | 1,10% | Santo Antônio da Patrulha | Rio Grande do Sul  |
| 11233  | Pedro Westphalen            | PP      | 65.134  | 1,07% | Cruz Alta                 | Rio Grande do Sul  |
| 12412  | Eduardo Loureiro            | PDT     | 60.816  | 1,00% | Santo Ângelo              | Rio Grande do Sul  |
| 12333  | Gilmar Sossella             | PDT     | 57.490  | 0,94% | Tapejara                  | Rio Grande do Sul  |
| 11411  | Ernani Polo                 | PP      | 57.427  | 0,94% | Ijuí                      | Rio Grande do Sul  |
| 15550  | Fábio Branco                | PMDB    | 57.135  | 0,94% | Rio Grande                | Rio Grande do Sul  |
| 13555  | Luiz Fernando Mainardi      | PT      | 56.629  | 0,93% | Sobradinho                | Rio Grande do Sul  |
| 15200  | Edson Brum                  | PMDB    | 55.887  | 0,91% | Rio Pardo                 | Rio Grande do Sul  |
| 12233  | Ciro Simoni                 | PDT     | 55.622  | 0,91% | Porto Alegre              | Rio Grande do Sul  |
| 14200  | Aloísio Classmann           | PTB     | 52.771  | 0,86% | Campo Novo                | Rio Grande do Sul  |
| 14114  | Marcelo Moraes              | PTB     | 52.269  | 0,86% | Porto Alegre              | Rio Grande do Sul  |
| 13120  | Jeferson Oliveira Fernandes | PT      | 50.437  | 0,83% | Santo Ângelo              | Rio Grande do Sul  |
| 11122  | Frederico Antunes           | PP      | 48.577  | 0,80% | Uruguaiana                | Rio Grande do Sul  |
| 45678  | Jorge Pozzobom              | PSDB    | 48.244  | 0,79% | Santa Maria               | Rio Grande do Sul  |
| 14470  | Ronaldo Santini             | PTB     | 47.829  | 0,78% | Lagoa Vermelha            | Rio Grande do Sul  |
| 14789  | Luís Augusto Lara           | PTB     | 47.738  | 0,78% | Bagé                      | Rio Grande do Sul  |
| 13003  | Tarcisio Zimmermann         | PT      | 47.465  | 0,78% | Santo Cristo              | Rio Grande do Sul  |
| 18580  | Regina Becker Fortunati     | REDE    | 46.788  | 0,77% | São Leopoldo              | Rio Grande do Sul  |
| 12312  | Gerson Burmann              | PDT     | 46.173  | 0,76% | Ijuí                      | Rio Grande do Sul  |
| 15150  | Alexandre Postal            | PMDB    | 44.856  | 0,73% | Guaporé                   | Rio Grande do Sul  |
| 13713  | Valdeci Oliveira            | PT      | 44.501  | 0,73% | Santa Maria               | Rio Grande do Sul  |
| 40120  | Elton Weber                 | PSB     | 44.444  | 0,73% | Nova Petrópolis           | Rio Grande do Sul  |
| 11240  | Adolfo Brito                | PP      | 44.224  | 0,72% | Sobradinho                | Rio Grande do Sul  |
| 45600  | Pedro Pereira               | PSDB    | 43.535  | 0,71% | Canguçu                   | Rio Grande do Sul  |
| 13630  | Nelsinho Metalúrgico        | PT      | 42.102  | 0,69% | Esteio                    | Rio Grande do Sul  |
| 13113  | Stela Farias                | PT      | 41.719  | 0,68% | Ibirubá                   | Rio Grande do Sul  |
| 13500  | Zé Nunes                    | PT      | 41.609  | 0,68% | São Lourenço do Sul       | Rio Grande do Sul  |
| 15444  | Vilmar Zanchin              | PMDB    | 41.488  | 0,68% | Marau                     | Rio Grande do Sul  |
| 55016  | Mário Jardel Ribeiro        | PSD     | 41.227  | 0,67% | Fortaleza                 | Ceará              |
| 14777  | Maurício Dziedricki         | PTB     | 40.009  | 0,65% | Curitiba                  | Paraná             |
| 15000  | Gabriel Souza               | PMDB    | 39.998  | 0,65% | Tramandaí                 | Rio Grande do Sul  |
| 13631  | Miriam Marroni              | PT      | 39.409  | 0,65% | Pelotas                   | Rio Grande do Sul  |
| 15170  | Álvaro Boessio              | PMDB    | 37.933  | 0,62% | Veranópolis               | Rio Grande do Sul  |
| 12777  | Enio Bacci                  | PDT     | 37.148  | 0,61% | Lajeado                   | Rio Grande do Sul  |
| 15160  | Gilberto Capoani            | PMDB    | 36.535  | 0,60% | Sertão                    | Rio Grande do Sul  |
| 11333  | Sérgio Turra                | PP      | 36.518  | 0,60% | Marau                     | Rio Grande do Sul  |
| 50000  | Pedro Ruas                  | PSOL    | 36.230  | 0,59% | Porto Alegre              | Rio Grande do Sul  |
| 11112  | João Fischer                | PP      | 35.696  | 0,58% | Taquara                   | Rio Grande do Sul  |
| 13030  | Altemir Tortelli            | PT      | 33.879  | 0,55% | Jacutinga                 | Rio Grande do Sul  |
| 12456  | Diogenes Luis Basegio       | PDT     | 33.829  | 0,55% | Passo Fundo               | Rio Grande do Sul  |
| 22222  | Volnei da Silva Alves       | PR      | 33.255  | 0,54% | Palmeira das Missões      | Rio Grande do Sul  |
| 15777  | Tiago Simon                 | PMDB    | 32.717  | 0,54% | Porto Alegre              | Rio Grande do Sul  |
| 45123  | Adilson Troca               | PSDB    | 32.579  | 0,53% | Rio Grande                | Rio Grande do Sul  |
| 13013  | Adão Villaverde             | PT      | 31.927  | 0,52% | Alegrete                  | Rio Grande do Sul  |
| 40414  | Liziane Bayer               | PSB     | 29.121  | 0,48% | São Pedro do Sul          | Rio Grande do Sul  |
| 40400  | Miki Breier                 | PSB     | 28.855  | 0,47% | Cachoeirinha              | Rio Grande do Sul  |
| 23200  | Any Ortiz                   | PPS     | 22.553  | 0,37% | Canoas                    | Rio Grande do Sul  |
| 65665  | Juliano Roso                | PCdoB   | 17.092  | 0,28% | Nonoai                    | Rio Grande do Sul  |
| 54999  | Miguel Bianchini            | PPL     | 13.515  | 0,22% | Santiago                  | Rio Grande do Sul  |
| 43143  | João Reinelli               | PV      | 9.098   | 0,15% | Nova Prata                | Rio Grande do Sul  |